# تورنادو (فیلم)
تورنادو یا طوفان (انگلیسی: The Tornado) فیلمی در ژانر وسترن به کارگردانی جان فورد است که در سال ۱۹۱۷ منتشر شد. از بازیگران آن می‌توان به جان فورد اشاره کرد.
فیلم تورنادو اولین ساخته جان فورد است. این فیلم در حال حاضر یک فیلم گمشده است و نسخه‌ای از آن موجود نیست.